# Robert Jungk
Robert Jungk, vlastním jménem Robert Baum (11. května 1913, Berlín, Německo - 14. července 1994, Salcburk, Rakousko) byl rakouský futurolog, novinář a spisovatel židovského původu.

## Život
Studoval filozofii a psychologii v Berlíně, psychologii a sociologii na Sorboně v Paříži, historii v Curychu, kde v roce 1945 získal doktorát.
Pro svůj židovský původ byl v roce 1933 nacistickým režimem zbaven německé státní příslušnosti a uvězněn.
V letech 1965 až 1968 byl prezidentem vídeňského Ústavu pro otázky budoucnosti (Institut für Zukuntstfragen). Působil na výzkumných centrech v Německu, Rakousku, USA a Švýcarsku.
V roce 1967 spoluzaložil skupinu Mankind 2000 a od roku 1974 byl jejím předsedou.